# Pfarrwitwenhaus Brautstraße 19
Das ehemalige Pfarrwitwenhaus Brautstraße 19 in Bruchhausen-Vilsen bei der St. Cyriakus-Kirche stammt aus dem 19. Jahrhundert. Es wird heute (2022) als Wohnhaus genutzt.
Das Gebäude steht unter Denkmalschutz (siehe auch Liste der Baudenkmale in Bruchhausen-Vilsen).

## Geschichte
Das eingeschossige traufständige Gebäude, teils in Fachwerk mit Putzausfachungen und Satteldach, wurde vermutlich im frühen 19. Jahrhundert als Witwensitz der verstorbenen Pastoren gebaut. 

In der Nähe stehen auch das ehemalige Pfarrhaus Kirchplatz 3 sowie weitere ältere Fachwerkhäuser (Brautstraße Nr. 11, 12, 13, 28 und 30).